# Porta Aurelia
De Porta Aurelia was een stadspoort in de antieke Aureliaanse Muur in Rome.

## De Poort
De Porta Aurelia stond op de Janiculum heuvel in Rome. De poort hoorde bij de Aureliaanse Muur die tussen 271 en 280 gebouwd was. Het was een van de drie stadspoorten in de muur op de westelijke oever van de Tiber. Bij deze poort begon de Via Aurelia, die naar Pisae liep, het huidige Pisa.
Op een oude kaart van Rome staat de Porta Aurelia afgebeeld als poort met een enkele doorgang, geflankeerd door twee vierkante torens. Het is niet duidelijk of de poort er daadwerkelijk zo uitzag. Vanaf de 6e eeuw werd de poort ook Porta Pancratiana genoemd naar de nabijgelegen Sint Pancratius kerk.
Paus Urbanus VIII liet in de eerste helft van de 17e eeuw een nieuwe stadsmuur bouwen op de Janiculum. De Aureliaanse Muur en de Porta Aurelia waren destijds een slechte staat geraakt en de poort werd in 1644 afgebroken om plaats te maken voor de nieuwe Porta San Pancrazio.

## Referentie
- S.Platner, A topographical dictionay of ancient Rome, Londen 1929. Art. Porta Aurelia

Porta Flaminia · Porta Pinciana · Porta Salaria · Porta Nomentana · Porta Clausa · Porta Tiburtina · Porta Praenestina · Porta Asinaria · Porta Metrovia · Porta Latina · Porta Appia · Porta Ardeatina · Porta Ostiensis · Porta Portuensis · Porta Aurelia · Porta Septimiana